# Le 15/8
Pour plus de détails, voir Fiche technique et Distribution.
Le 15/8 est un moyen métrage belge écrit, réalisé et monté par Chantal Akerman et Samy Szlingerbaum, sorti en 1973.

## Synopsis
Le 15 août, à Paris, une jeune finlandaise de passage s'ennuie dans un appartement.

## Fiche technique
- Titre original : Le 15/8
- Réalisation, scénario, montage : Chantal Akerman et Samy Szlingerbaum
- Photographie : Chantal Akerman et Samy Szlingerbaum
- Société de production : Paradise Films
- Pays d'origine :  Belgique
- Langue originale : anglais
- Format : noir et blanc — 16 mm — son Mono
- Durée : 42 minutes
- Dates de sortie :
  - Belgique : 1973

## Distribution
- Chris Myllykoski